# Wereldkampioenschap voetbal 1982
Het FIFA wereldkampioenschap voetbal 1982 was de twaalfde editie van een internationale voetbalwedstrijd tussen de nationale mannenteams van landen die aangesloten zijn bij de FIFA. Spanje was dat jaar het gastland voor de eindronde, zoals besloten tijdens het FIFA-congres in Tokio op 8 oktober 1964 en twee jaar later, op 6 juli 1966, bekrachtigd in Londen. De eindronde van het toernooi begon op zondag 13 juni en eindigde vier weken later, op zondag 11 juli 1982.
Aan de voorronden deden 105 landen mee, waaronder vier debutanten. Zie voor kwalificatie: Wereldkampioenschap voetbal 1982 (kwalificatie). De loting voor de WK-eindronde, met deelname van 24 landen, had plaats op 16 januari 1982 in Madrid. Titelverdediger was Argentinië, dat vier jaar eerder in eigen land de wereldtitel had gewonnen ten koste van Nederland. Italië werd uiteindelijk wereldkampioen.

## Kwalificatie
| FIFA-lid          | Confederatie | Kwalificatie        | Aantal dln. (incl. 1986) | Dln. op rij | Eerste dln. | Laatste dln. | Titels (excl. 1986) | Beste prestatie |
| ----------------- | ------------ | ------------------- | ------------------------ | ----------- | ----------- | ------------ | ------------------- | --------------- |
| Honduras          | CONCACAF     | Eerste finalegroep  | 1e                       | 1           | n.v.t.      | n.v.t.       | n.v.t.              | n.v.t.          |
| El Salvador       | CONCACAF     | Tweede finalegroep  | 2e                       | 1           | 1970        | 1970         | 0                   | Groepsfase      |
| Argentinië        | CONMEBOL     | Titelverdediger     | 8                        | 3           | 1930        | 1978         | 1                   | Wereldkampioen  |
| Brazilië          | CONMEBOL     | Winnaar groep 1     | 12                       | 12          | 1930        | 1978         | 3                   | Wereldkampioen  |
| Peru              | CONMEBOL     | Winnaar groep 2     | 4                        | 2           | 1930        | 1978         | 0                   | Kwartfinale     |
| Chili             | CONMEBOL     | Winnaar groep 3     | 6                        | 1           | 1930        | 1974         | 0                   | Derde           |
| Spanje            | UEFA         | Gastland            | 6e                       | 2           | 1934        | 1978         | 0                   | Vierde          |
| West-Duitsland    | UEFA         | Winnaar groep 1     | 10e                      | 8           | 1934        | 1978         | 2                   | Wereldkampioen  |
| Oostenrijk        | UEFA         | Tweede groep 1      | 5e                       | 2           | 1934        | 1978         | 0                   | Derde           |
| België            | UEFA         | Winnaar groep 2     | 6e                       | 1           | 1930        | 1970         | 0                   | Groepsfase      |
| Frankrijk         | UEFA         | Tweede groep 2      | 8e                       | 2           | 1930        | 1978         | 0                   | Derde           |
| Sovjet-Unie       | UEFA         | Winnaar groep 3     | 5e                       | 1           | 1958        | 1978         | 0                   | Vierde          |
| Tsjecho-Slowakije | UEFA         | Tweede groep 3      | 7e                       | 1           | 1934        | 1970         | 0                   | Tweede          |
| Hongarije         | UEFA         | Winnaar groep 4     | 8e                       | 2           | 1934        | 1978         | 0                   | Tweede          |
| Engeland          | UEFA         | Tweede groep 4      | 7e                       | 1           | 1950        | 1970         | 1                   | Wereldkampioen  |
| Joegoslavië       | UEFA         | Winnaar groep 5     | 7e                       | 1           | 1930        | 1974         | 0                   | Vierde          |
| Italië            | UEFA         | Tweede groep 5      | 10e                      | 6           | 1934        | 1978         | 2                   | Wereldkampioen  |
| Schotland         | UEFA         | Winnaar groep 6     | 5e                       | 3           | 1954        | 1978         | 0                   | Groepsfase      |
| Noord-Ierland     | UEFA         | Tweede groep 6      | 2e                       | 1           | 1958        | 1958         | 0                   | Kwartfinale     |
| Polen             | UEFA         | Winnaar groep 7     | 4e                       | 3           | 1938        | 1978         | 0                   | Derde           |
| Koeweit           | AFC          | Winnaar finaleronde | 1e                       | 1           | n.v.t.      | n.v.t.       | n.v.t.              | n.v.t.          |
| Nieuw-Zeeland     | OFC          | Winnaar play-off    | 1e                       | 1           | n.v.t.      | n.v.t.       | n.v.t.              | n.v.t.          |
| Kameroen          | CAF          | Finaleronde         | 1e                       | 1           | n.v.t.      | n.v.t.       | n.v.t.              | n.v.t.          |
| Algerije          | CAF          | Finaleronde         | 1e                       | 1           | n.v.t.      | n.v.t.       | n.v.t.              | n.v.t.          |

## Groepen
| Groep A                    | Groep B                                  | Groep C                                 | Groep D                                      | Groep E                                   | Groep F                                      |
| -------------------------- | ---------------------------------------- | --------------------------------------- | -------------------------------------------- | ----------------------------------------- | -------------------------------------------- |
| Italië Kameroen Peru Polen | Algerije Chili Oostenrijk West-Duitsland | Argentinië België El Salvador Hongarije | Engeland Frankrijk Koeweit Tsjecho-Slowakije | Honduras Joegoslavië Noord-Ierland Spanje | Brazilië Nieuw-Zeeland Schotland Sovjet-Unie |

## Stadions
| Madrid                                       | Madrid | Barcelona | Barcelona | Vigo |
| -------------------------------------------- | --- | --- | --- | --- |
| Estadio Santiago Bernabéu Capaciteit: 91.000 | Estadio Vicente Calderón Capaciteit: 66.000                                                                     | Camp Nou Capaciteit: 120.000                                                                                    | Sarrià Capaciteit: 44.000                                                                                       | Estadio Balaídos Capaciteit: 40.000                                                                             |
|                                              | | | | |
| Gijón                                        | Oviedo | Elche | Alicante | Bilbao |
| El Molinón Capaciteit: 47.000                | Estadio Carlos Tartiere Capaciteit: 23.000                                                                      | Estadio Manuel Martínez Valero Capaciteit: 40.000                                                               | Estadio José Rico Pérez Capaciteit: 38.000                                                                      | San Mamés Capaciteit: 47.000                                                                                    |
|                                              | | | | |
| Zaragoza                                     | Sevilla | Sevilla | Málaga | Valladolid |
| La Romareda Capaciteit: 42.000               | Ramón Sánchez Pizjuán Capaciteit: 68.000                                                                        | Estadio Benito Villamarín Capaciteit: 50.000                                                                    | Estadio La Rosaleda Capaciteit: 44.000                                                                          | Estadio José Zorrilla Capaciteit: 30.000                                                                        |
|                                              | | | | |
| A Coruña                                     | · Barcelona Madrid Vigo A Coruña Valencia Gijón Oviedo Elche Alicante Bilbao Zaragoza Sevilla Valladolid Málaga | · Barcelona Madrid Vigo A Coruña Valencia Gijón Oviedo Elche Alicante Bilbao Zaragoza Sevilla Valladolid Málaga | · Barcelona Madrid Vigo A Coruña Valencia Gijón Oviedo Elche Alicante Bilbao Zaragoza Sevilla Valladolid Málaga | · Barcelona Madrid Vigo A Coruña Valencia Gijón Oviedo Elche Alicante Bilbao Zaragoza Sevilla Valladolid Málaga |
| Estadio Riazor Capaciteit: 37.000            | · Barcelona Madrid Vigo A Coruña Valencia Gijón Oviedo Elche Alicante Bilbao Zaragoza Sevilla Valladolid Málaga | · Barcelona Madrid Vigo A Coruña Valencia Gijón Oviedo Elche Alicante Bilbao Zaragoza Sevilla Valladolid Málaga | · Barcelona Madrid Vigo A Coruña Valencia Gijón Oviedo Elche Alicante Bilbao Zaragoza Sevilla Valladolid Málaga | · Barcelona Madrid Vigo A Coruña Valencia Gijón Oviedo Elche Alicante Bilbao Zaragoza Sevilla Valladolid Málaga |
|                                              | · Barcelona Madrid Vigo A Coruña Valencia Gijón Oviedo Elche Alicante Bilbao Zaragoza Sevilla Valladolid Málaga | · Barcelona Madrid Vigo A Coruña Valencia Gijón Oviedo Elche Alicante Bilbao Zaragoza Sevilla Valladolid Málaga | · Barcelona Madrid Vigo A Coruña Valencia Gijón Oviedo Elche Alicante Bilbao Zaragoza Sevilla Valladolid Málaga | · Barcelona Madrid Vigo A Coruña Valencia Gijón Oviedo Elche Alicante Bilbao Zaragoza Sevilla Valladolid Málaga |
| Valencia                                     | · Barcelona Madrid Vigo A Coruña Valencia Gijón Oviedo Elche Alicante Bilbao Zaragoza Sevilla Valladolid Málaga | · Barcelona Madrid Vigo A Coruña Valencia Gijón Oviedo Elche Alicante Bilbao Zaragoza Sevilla Valladolid Málaga | · Barcelona Madrid Vigo A Coruña Valencia Gijón Oviedo Elche Alicante Bilbao Zaragoza Sevilla Valladolid Málaga | · Barcelona Madrid Vigo A Coruña Valencia Gijón Oviedo Elche Alicante Bilbao Zaragoza Sevilla Valladolid Málaga |
| Estadio Mestalla Capaciteit: 55.000          | · Barcelona Madrid Vigo A Coruña Valencia Gijón Oviedo Elche Alicante Bilbao Zaragoza Sevilla Valladolid Málaga | · Barcelona Madrid Vigo A Coruña Valencia Gijón Oviedo Elche Alicante Bilbao Zaragoza Sevilla Valladolid Málaga | · Barcelona Madrid Vigo A Coruña Valencia Gijón Oviedo Elche Alicante Bilbao Zaragoza Sevilla Valladolid Málaga | · Barcelona Madrid Vigo A Coruña Valencia Gijón Oviedo Elche Alicante Bilbao Zaragoza Sevilla Valladolid Málaga |
|                                              | · Barcelona Madrid Vigo A Coruña Valencia Gijón Oviedo Elche Alicante Bilbao Zaragoza Sevilla Valladolid Málaga | · Barcelona Madrid Vigo A Coruña Valencia Gijón Oviedo Elche Alicante Bilbao Zaragoza Sevilla Valladolid Málaga | · Barcelona Madrid Vigo A Coruña Valencia Gijón Oviedo Elche Alicante Bilbao Zaragoza Sevilla Valladolid Málaga | · Barcelona Madrid Vigo A Coruña Valencia Gijón Oviedo Elche Alicante Bilbao Zaragoza Sevilla Valladolid Málaga |

## Scheidsrechters
41 scheidsrechters werden voor de wedstrijden aangewezen.

## Groepsfase

### Groep A
Liefst vijf van de zes wedstrijden eindigde in een gelijkspel, waaronder drie doelpuntloos. De enige zege boekte Polen in hun laatste wedstrijd tegen Peru, na twee doelpuntloze wedstrijden brak Wlodi Smolarek in de 55e minuut eindelijk de ban voor de Polen en stortte Peru volledig in elkaar, 5-1 voor Polen. In de laatste wedstrijd had Italië genoeg aan een gelijkspel om Kameroen voor te blijven, hetgeen ternauwernood lukte. Debutant Kameroen maakte veel indruk met hun onbevangen spel, opvallende spelers waren aanvaller Roger Milla en doelman Thomas N'Kono. Italië kwalificeerde zich, maar de Italiaanse media was genadeloos. Vooral spits Paolo Rossi moest het ontgelden, hij speelde voor het eerst in twee jaar na een schorsing voor betrokkenheid bij een omkoopschandaal, maar ontbeerde duidelijk wedstrijdritme.
| Land     | Wed | Win | Gel | Ver | DV | DT | +/− | Pnt |
| -------- | --- | --- | --- | --- | -- | -- | --- | --- |
| Polen    | 3   | 1   | 2   | 0   | 5  | 1  | +4  | 4   |
| Italië   | 3   | 0   | 3   | 0   | 2  | 2  | 0   | 3   |
| Kameroen | 3   | 0   | 3   | 0   | 1  | 1  | 0   | 3   |
| Peru     | 3   | 0   | 2   | 1   | 2  | 6  | –4  | 2   |

|                                                   |                        |       |       |                                                                                  |
| 14 juni 1982 «onderlinge duels» 17:15 uur (UTC+1) | Italië                 | 0 – 0 | Polen | Estadio Balaídos, Vigo Toeschouwers: 33.000 Scheidsrechter: Michel Vautrot (FRA) |
| 14 juni 1982 «onderlinge duels» 17:15 uur (UTC+1) | verslag (FIFA) verslag |       |       | Estadio Balaídos, Vigo Toeschouwers: 33.000 Scheidsrechter: Michel Vautrot (FRA) |

|                                                   |                        |       |          |                                                                                  |
| 15 juni 1982 «onderlinge duels» 17:15 uur (UTC+1) | Peru                   | 0 – 0 | Kameroen | Estadio Riazor, A Coruña Toeschouwers: 11.000 Scheidsrechter: Franz Wöhrer (AUT) |
| 15 juni 1982 «onderlinge duels» 17:15 uur (UTC+1) | verslag (FIFA) verslag |       |          | Estadio Riazor, A Coruña Toeschouwers: 11.000 Scheidsrechter: Franz Wöhrer (AUT) |

|                                                   |           |                        |                  |                                                                                     |
| 18 juni 1982 «onderlinge duels» 17:15 uur (UTC+1) | Italië    | 1 – 1                  | Peru             | Estadio Balaídos, Vigo Toeschouwers: 25.000 Scheidsrechter: Walter Eschweiler (DDR) |
| 18 juni 1982 «onderlinge duels» 17:15 uur (UTC+1) | Conti 18' | verslag (FIFA) verslag | 83' Toribio Díaz | Estadio Balaídos, Vigo Toeschouwers: 25.000 Scheidsrechter: Walter Eschweiler (DDR) |

|                                                   |                        |       |       |                                                                                   |
| 19 juni 1982 «onderlinge duels» 17:15 uur (UTC+1) | Kameroen               | 0 – 0 | Polen | Estadio Riazor, A Coruña Toeschouwers: 19.000 Scheidsrechter: Alexis Ponnet (BEL) |
| 19 juni 1982 «onderlinge duels» 17:15 uur (UTC+1) | verslag (FIFA) verslag |       |       | Estadio Riazor, A Coruña Toeschouwers: 19.000 Scheidsrechter: Alexis Ponnet (BEL) |

|                                                   |                                                        |                        |             |                                                                                         |
| 22 juni 1982 «onderlinge duels» 17:15 uur (UTC+1) | Polen                                                  | 5 – 1                  | Peru        | Estadio Riazor, A Coruña Toeschouwers: 25.000 Scheidsrechter: Mario Rubio Vázquez (MEX) |
| 22 juni 1982 «onderlinge duels» 17:15 uur (UTC+1) | Smolarek 55' Lato 58' Boniek 61' Buncol 68' Ciołek 76' | verslag (FIFA) verslag | 83' La Rosa | Estadio Riazor, A Coruña Toeschouwers: 25.000 Scheidsrechter: Mario Rubio Vázquez (MEX) |

|                                                   |              |                        |            |                                                                                  |
| 23 juni 1982 «onderlinge duels» 17:15 uur (UTC+1) | Italië       | 1 – 1                  | Kameroen   | Estadio Balaídos, Vigo Toeschouwers: 20.000 Scheidsrechter: Bogdan Dotchev (BUL) |
| 23 juni 1982 «onderlinge duels» 17:15 uur (UTC+1) | Graziani 60' | verslag (FIFA) verslag | 61' M'Bida | Estadio Balaídos, Vigo Toeschouwers: 20.000 Scheidsrechter: Bogdan Dotchev (BUL) |

### Groep B
West-Duitsland behoorde tot de absolute favorieten voor de wereldtitel. Weliswaar was de uitblinker van het EK in 1980 Bernd Schuster geblesseerd, zijn plaats werd ingenomen door Paul Breitner en Karl-Heinz Rummenigge was de beste aanvaller van Europa. In de voorbereiding maakten veel internationals een lakse indruk, het zou toch vanzelf goed gaan. Dat betaalde zich uit in de wedstrijd tegen een uitstekend spelend Algerije, dat dankzij doelpunten van de twee vedetten Rabah Madjer en Lakhdar Belloumi met 2-1 won. De ploeg herstelde zich tegen een matig Chili. Vooral dankzij drie doelpunten van Karl-Heinz Rummenigge won West-Duitsland met 4-1.
Algerije kon de stunt tegen West-Duitsland niet doorzetten en verloor met een 2-0 van een niet imponerend Oostenrijk. De ploeg liet zich niet ontmoedigen en na een uitstekende eerste helft stond Algerije met 3-0 voor tegen Chili. Met deze stand zou Algerije geplaatst zijn voor de tweede ronde. Echter lieten de Afrikanen Chili terugkomen in de wedstrijd, de Chilenen scoorden nog twee keer. De volgende dag wisten de buurlanden, Oostenrijk en West-Duitsland met welke score zij allebei door zouden gaan: de Duitsers mochten met niet meer dan 2-0 winnen. Na 10 minuten maakte Horst Hrubesch al een doelpunt voor West-Duitsland. Waar in de eerste helft was er nog een beetje actie was, gebeurde er in de tweede helft helemaal niets meer. De wedstrijd ging de geschiedenis is als Het bedrog van Gijón. Algerije was er de dupe van. De FIFA besloot dat de laatste wedstrijden van een groep voortaan op hetzelfde tijdstip zouden plaatsvinden.
| Land           | Wed | Win | Gel | Ver | DV | DT | +/− | Pnt |
| -------------- | --- | --- | --- | --- | -- | -- | --- | --- |
| West-Duitsland | 3   | 2   | 0   | 1   | 6  | 3  | +3  | 4   |
| Oostenrijk     | 3   | 2   | 0   | 1   | 3  | 1  | +2  | 4   |
| Algerije       | 3   | 2   | 0   | 1   | 5  | 5  | 0   | 4   |
| Chili          | 3   | 0   | 0   | 3   | 3  | 8  | –5  | 0   |

|                                                   |                |                        |                         |                                                                           |
| 16 juni 1982 «onderlinge duels» 17:15 uur (UTC+1) | West-Duitsland | 1 – 2                  | Algerije                | El Molinón, Gijón Toeschouwers: 42.000 Scheidsrechter: Enrique Labo (PER) |
| 16 juni 1982 «onderlinge duels» 17:15 uur (UTC+1) | Rummenigge 67' | verslag (FIFA) verslag | 54' Madjer 68' Belloumi | El Molinón, Gijón Toeschouwers: 42.000 Scheidsrechter: Enrique Labo (PER) |

|                                                   |       |                        |               |                                                                                            |
| 17 juni 1982 «onderlinge duels» 17:15 uur (UTC+1) | Chili | 0 – 1                  | Oostenrijk    | Estadio Carlos Tartiere, Oviedo Toeschouwers: 22.500 Scheidsrechter: Juan Cardellino (URU) |
| 17 juni 1982 «onderlinge duels» 17:15 uur (UTC+1) |       | verslag (FIFA) verslag | 21' Schachner | Estadio Carlos Tartiere, Oviedo Toeschouwers: 22.500 Scheidsrechter: Juan Cardellino (URU) |

|                                                   |                                      |                        |             |                                                                           |
| 20 juni 1982 «onderlinge duels» 17:15 uur (UTC+1) | West-Duitsland                       | 4 – 1                  | Chili       | El Molinón, Gijón Toeschouwers: 42.000 Scheidsrechter: Bruno Galler (SUI) |
| 20 juni 1982 «onderlinge duels» 17:15 uur (UTC+1) | Rummenigge 9', 57', 66' Reinders 81' | verslag (FIFA) verslag | 90' Moscoso | El Molinón, Gijón Toeschouwers: 42.000 Scheidsrechter: Bruno Galler (SUI) |

|                                                   |                          |                        |          |                                                                                          |
| 21 juni 1982 «onderlinge duels» 17:15 uur (UTC+1) | Oostenrijk               | 2 – 0                  | Algerije | Estadio Carlos Tartiere, Oviedo Toeschouwers: 22.000 Scheidsrechter: Tony Bosković (AUS) |
| 21 juni 1982 «onderlinge duels» 17:15 uur (UTC+1) | Schachner 55' Krankl 67' | verslag (FIFA) verslag |          | Estadio Carlos Tartiere, Oviedo Toeschouwers: 22.000 Scheidsrechter: Tony Bosković (AUS) |

|                                                   |                             |                        |                               |                                                                                          |
| 24 juni 1982 «onderlinge duels» 17:15 uur (UTC+1) | Algerije                    | 3 – 2                  | Chili                         | Estadio Carlos Tartiere, Oviedo Toeschouwers: 16.000 Scheidsrechter: Rómulo Méndez (GUA) |
| 24 juni 1982 «onderlinge duels» 17:15 uur (UTC+1) | Assad 7', 31' Bensaoula 35' | verslag (FIFA) verslag | 59' (pen.) Neira 73' Letelier | Estadio Carlos Tartiere, Oviedo Toeschouwers: 16.000 Scheidsrechter: Rómulo Méndez (GUA) |

|                                                   |                |                        |            |                                                                            |
| 25 juni 1982 «onderlinge duels» 17:15 uur (UTC+1) | West-Duitsland | 1 – 0                  | Oostenrijk | El Molinón, Gijón Toeschouwers: 41.000 Scheidsrechter: Bob Valentine (SCO) |
| 25 juni 1982 «onderlinge duels» 17:15 uur (UTC+1) | Hrubesch 10'   | verslag (FIFA) verslag |            | El Molinón, Gijón Toeschouwers: 41.000 Scheidsrechter: Bob Valentine (SCO) |

### Groep C
Vlak voor het toernooi kocht FC Barcelona een nog jonge Diego Maradona van Boca Juniors. Het WK in Argentinië kwam te vroeg voor hem, hij maakte het jeugdteam wereldkampioen in 1979 en had alles in zich de nieuwe Pelé te worden. Toevallig was de openingswedstrijd in het stadion van FC Barcelona Nou Camp, waar Argentinië aantrad tegen de verliezend finalist van het EK België. De "Rode duivels" waren absoluut niet de mindere van de wereldkampioen, kregen veel kansen en scoorden in de tweede helft via Erwin Vandenbergh. De bondscoach Guy Thys had veel succes met een gehanteerde zone-dekking om het gevaar Maradona te beteugelen, die behalve een briljante vrije trap niet kon imponeren.
Hongarije zorgde voor een record door met 10-1 van El Salvador te winnen. Invaller László Kiss scoorde in zeven minuten drie doelpunten. Argentinië moest winnen van de Hongaren om niet meteen uitgeschakeld te worden. Ze overspeelden de "Magyaren" : 4-1, met twee goals van de uitblinkende Maradona. België stelde teleur door maar met slechts 1-0 van El Salvador te winnen (houdbaar afstandsschot van Ludo Coeck) en mocht nu niet van Hongarije verliezen. In Elche speelde België aanvankelijk een onfortuinlijke wedstrijd: het stond bij rust met 1-0 achter dankzij de bij Antwerp FC spelende László Fazekas en raakte Eric Gerets na een botsing met zijn eigen doelman Jean-Marie Pfaff kwijt. Gerets speelde een tijdje met de Hongaren mee voor hij eruit gehaald werd. Uiteindelijk redde Alex Czerniatynski de Belgen na een imponerende rush van Jan Ceulemans.
| Land        | Wed | Win | Gel | Ver | DV | DT | +/− | Pnt |
| ----------- | --- | --- | --- | --- | -- | -- | --- | --- |
| België      | 3   | 2   | 1   | 0   | 3  | 1  | +2  | 5   |
| Argentinië  | 3   | 2   | 0   | 1   | 6  | 2  | +4  | 4   |
| Hongarije   | 3   | 1   | 1   | 1   | 12 | 6  | +6  | 3   |
| El Salvador | 3   | 0   | 0   | 3   | 1  | 13 | –12 | 0   |

|                                                   |            |                        |                 |                                                                                 |
| 13 juni 1982 «onderlinge duels» 20:00 uur (UTC+1) | Argentinië | 0 – 1                  | België          | Camp Nou, Barcelona Toeschouwers: 95.500 Scheidsrechter: Vojtěch Christov (TCH) |
| 13 juni 1982 «onderlinge duels» 20:00 uur (UTC+1) |            | verslag (FIFA) verslag | 62' Vandenbergh | Camp Nou, Barcelona Toeschouwers: 95.500 Scheidsrechter: Vojtěch Christov (TCH) |

|                                                   |                                                                                       |                        |                    |                                                                                |
| 15 juni 1982 «onderlinge duels» 21:00 uur (UTC+1) | Hongarije                                                                             | 10 – 1                 | El Salvador        | Nuevo Estadio, Elche Toeschouwers: 23.000 Scheidsrechter: Ibrahim Al-Doy (BHR) |
| 15 juni 1982 «onderlinge duels» 21:00 uur (UTC+1) | Nyilasi 4', 83' Pölöskei 11' Fazekas 23', 54' Tóth 50' Kiss 69', 73', 76' Szentes 71' | verslag (FIFA) verslag | 64' Ramírez Zapata | Nuevo Estadio, Elche Toeschouwers: 23.000 Scheidsrechter: Ibrahim Al-Doy (BHR) |

|                                                   |                                           |                        |              |                                                                                             |
| 18 juni 1982 «onderlinge duels» 21:00 uur (UTC+1) | Argentinië                                | 4 – 1                  | Hongarije    | Estadio José Rico Pérez, Alicante Toeschouwers: 23.093 Scheidsrechter: Belaïd Lacarne (ALG) |
| 18 juni 1982 «onderlinge duels» 21:00 uur (UTC+1) | Bertoni 26' Maradona 28', 57' Ardiles 60' | verslag (FIFA) verslag | 76' Pölöskei | Estadio José Rico Pérez, Alicante Toeschouwers: 23.093 Scheidsrechter: Belaïd Lacarne (ALG) |

|                                                   |           |                        |             |                                                                                 |
| 19 juni 1982 «onderlinge duels» 21:00 uur (UTC+1) | België    | 1 – 0                  | El Salvador | Nuevo Estadio, Elche Toeschouwers: 15.000 Scheidsrechter: Malcolm Moffatt (NIR) |
| 19 juni 1982 «onderlinge duels» 21:00 uur (UTC+1) | Coeck 19' | verslag (FIFA) verslag |             | Nuevo Estadio, Elche Toeschouwers: 15.000 Scheidsrechter: Malcolm Moffatt (NIR) |

|                                                   |                   |                        |           |                                                                             |
| 22 juni 1982 «onderlinge duels» 21:00 uur (UTC+1) | België            | 1 – 1                  | Hongarije | Nuevo Estadio, Elche Toeschouwers: 37.000 Scheidsrechter: Clive White (ENG) |
| 22 juni 1982 «onderlinge duels» 21:00 uur (UTC+1) | Czerniatynski 76' | verslag (FIFA) verslag | Varga 27' | Nuevo Estadio, Elche Toeschouwers: 37.000 Scheidsrechter: Clive White (ENG) |

|                                                   |                                  |                        |             |                                                                                             |
| 23 juni 1982 «onderlinge duels» 21:00 uur (UTC+1) | Argentinië                       | 2 – 0                  | El Salvador | Estadio José Rico Pérez, Alicante Toeschouwers: 23.500 Scheidsrechter: Luis Barrancos (BOL) |
| 23 juni 1982 «onderlinge duels» 21:00 uur (UTC+1) | Passarella 22' (pen) Bertoni 52' | verslag (FIFA) verslag |             | Estadio José Rico Pérez, Alicante Toeschouwers: 23.500 Scheidsrechter: Luis Barrancos (BOL) |

### Groep D
Engeland begon het WK voortvarend met een doelpunt van Bryan Robson, al na 25 seconden tegen Frankrijk. Frankrijk liet beter veldspel zien, maar de Engelsen waren veel effectiever: 3-1 door nog een doelpunt van Robson en van Paul Mariner. De Engelsen wonnen ook hun overige wedstrijden en bereikten zo probleemloos de tweede ronde. Frankrijk had genoeg aan een gelijkspel tegen Tsjecho-Slowakije en dat lukte vooral, omdat verdediger Manuel Amoros in de laatste minuut een bal van de lijn kopte. Tsjecho-Slowakije maakte een bleke indruk, het maakte alleen twee doelpunten uit strafschoppen en begon het toernooi slecht met een nauwelijks verdiend punt tegen Koeweit. 
Meest opmerkelijke wedstrijd was Frankrijk - Koeweit in Valladolid. Bij een stand van 3-1, scoorde Frankrijk een doelpunt via Alain Giresse, maar de Koeweiti hoorden een fluitje op het veld en waren uit hun concentratie. Koeweit weigerde verder te spelen en de baas van de Koeweitse voetbalbond sjeik Fahid Al-Ahman kwam het veld op en ging in discussie met de scheidsrechter. Uiteindelijk keurde de scheidsrechter het doelpunt toch maar af. De Fransen wonnen uiteindelijk met 4-1. De scheidsrechter kreeg geen internationale wedstrijd meer en de sjeik kreeg een fikse boete. De Sjeik kwam in augustus 1990 weer in het wereldnieuws, toen hij werd vermoord tijdens de invasie van Irak in Koeweit.
| Land              | Wed | Win | Gel | Ver | DV | DT | +/− | Pnt |
| ----------------- | --- | --- | --- | --- | -- | -- | --- | --- |
| Engeland          | 3   | 3   | 0   | 0   | 6  | 1  | +5  | 6   |
| Frankrijk         | 3   | 1   | 1   | 1   | 6  | 5  | +1  | 3   |
| Tsjecho-Slowakije | 3   | 0   | 2   | 1   | 2  | 4  | –2  | 2   |
| Koeweit           | 3   | 0   | 1   | 2   | 2  | 6  | –4  | 1   |

|                                                   |                            |                        |           |                                                                              |
| 16 juni 1982 «onderlinge duels» 17:15 uur (UTC+1) | Engeland                   | 3 – 1                  | Frankrijk | San Mamés, Bilbao Toeschouwers: 44.172 Scheidsrechter: António Garrido (POR) |
| 16 juni 1982 «onderlinge duels» 17:15 uur (UTC+1) | Robson 1', 67' Mariner 83' | verslag (FIFA) verslag | 24' Soler | San Mamés, Bilbao Toeschouwers: 44.172 Scheidsrechter: António Garrido (POR) |

|                                                   |                    |                        |               |                                                                                              |
| 17 juni 1982 «onderlinge duels» 17:15 uur (UTC+1) | Tsjecho-Slowakije  | 1 – 1                  | Koeweit       | Estadio José Zorrilla, Valladolid Toeschouwers: 25.000 Scheidsrechter: Benjamin Dwomoh (GHA) |
| 17 juni 1982 «onderlinge duels» 17:15 uur (UTC+1) | Panenka 21' (pen.) | verslag (FIFA) verslag | 57' Al-Dakhil | Estadio José Zorrilla, Valladolid Toeschouwers: 25.000 Scheidsrechter: Benjamin Dwomoh (GHA) |

|                                                   |                               |                        |                   |                                                                             |
| 20 juni 1982 «onderlinge duels» 17:15 uur (UTC+1) | Engeland                      | 2 – 0                  | Tsjecho-Slowakije | San Mamés, Bilbao Toeschouwers: 41.123 Scheidsrechter: Charles Corver (NED) |
| 20 juni 1982 «onderlinge duels» 17:15 uur (UTC+1) | Francis 62' Barmoš 66' (e.d.) | verslag (FIFA) verslag |                   | San Mamés, Bilbao Toeschouwers: 41.123 Scheidsrechter: Charles Corver (NED) |

|                                                   |                                             |                        |                 |                                                                                              |
| 21 juni 1982 «onderlinge duels» 17:15 uur (UTC+1) | Frankrijk                                   | 4 – 1                  | Koeweit         | Estadio José Zorrilla, Valladolid Toeschouwers: 30.043 Scheidsrechter: Miroslav Stupar (URS) |
| 21 juni 1982 «onderlinge duels» 17:15 uur (UTC+1) | Genghini 31' Platini 43' Six 48' Bossis 89' | verslag (FIFA) verslag | 75' Al-Buloushi | Estadio José Zorrilla, Valladolid Toeschouwers: 30.043 Scheidsrechter: Miroslav Stupar (URS) |

|                                                   |           |                        |                    |                                                                                            |
| 24 juni 1982 «onderlinge duels» 17:15 uur (UTC+1) | Frankrijk | 1 – 1                  | Tsjecho-Slowakije  | Estadio José Zorrilla, Valladolid Toeschouwers: 28.000 Scheidsrechter: Paolo Casarin (ITA) |
| 24 juni 1982 «onderlinge duels» 17:15 uur (UTC+1) | Six 66'   | verslag (FIFA) verslag | 84' (pen.) Panenka | Estadio José Zorrilla, Valladolid Toeschouwers: 28.000 Scheidsrechter: Paolo Casarin (ITA) |

|                                                   |             |                        |         |                                                                                   |
| 25 juni 1982 «onderlinge duels» 17:15 uur (UTC+1) | Engeland    | 1 – 0                  | Koeweit | San Mamés, Bilbao Toeschouwers: 39.700 Scheidsrechter: Gilberto Aristizábal (COL) |
| 25 juni 1982 «onderlinge duels» 17:15 uur (UTC+1) | Francis 27' | verslag (FIFA) verslag |         | San Mamés, Bilbao Toeschouwers: 39.700 Scheidsrechter: Gilberto Aristizábal (COL) |

### Groep E
Spanje had vooraf alles mee, het zat in een zwakke poule met Joegoslavië, Noord-Ierland en Honduras. Bovendien zou als het groepswinnaar zou worden in een gunstige positie komen om de halve finales te halen. Er was echter niet gerekend op het team zelf: dat was helemaal niet zo sterk, het laatste succes was van 1964 (EK-winnaar) en het stond stijf van de stress. In de eerste wedstrijd tegen Honduras ging het al bijna mis, men had een strafschop nodig om een gelijkspel te behalen. Er was twijfel over de strafschop, maar bij de strafschop die men tegen Joegoslavië kreeg was geen enkele twijfel mogelijk: dat was een fout van de scheidsrechter. Een struikelpartijtje van Alonso buiten het strafschopgebied beïnvloedde de scheidsrechter. De strafschop werd gestopt, maar moest opnieuw worden genomen omdat de scheidsrechter vond dat de keeper van Joegoslavië te snel bewoog, hetgeen de gelijkmaker opleverde. De Joegoslaven waren veel beter, kregen kans op kans, maar Spanje scoorde de 2-1.
Alle ploegen hadden de laatste speelronde kans op de volgende ronde, want alle andere wedstrijden eindigden in een gelijkspel. Joegoslavië kon zich kwalificeren bij een 2-0-zege op Honduras, maar het scoorde echter alleen vlak voor tijd uit een strafschop. Honduras nam afscheid in tranen, maar ze hadden een geweldig toernooi gespeeld. Heel Joegoslavië rekende op een zege van Spanje op Noord-Ierland, maar wat er het hele toernooi in zat gebeurde: Spanje verloor, door een doelpunt van Gerald Armstrong. De Noord-Ieren lieten zich niet intimideren door het harde spel van Spanje, kregen een omstreden rode kaart tegen en hielden stand. Net als in 1958 haalde Noord-Ierland op hun tweede WK de tweede ronde evenals het beschamende Spanje, dat één doelpunt meer maakte dan Joegoslavië. Bij Noord-Ierland speelde de jongste speler ooit op een WK: de 17-jarige Norman Whiteside.
| Land          | Wed | Win | Gel | Ver | DV | DT | +/− | Pnt |
| ------------- | --- | --- | --- | --- | -- | -- | --- | --- |
| Noord-Ierland | 3   | 1   | 2   | 0   | 2  | 1  | +1  | 4   |
| Spanje        | 3   | 1   | 1   | 1   | 3  | 3  | 0   | 3   |
| Joegoslavië   | 3   | 1   | 1   | 1   | 2  | 2  | 0   | 3   |
| Honduras      | 3   | 0   | 2   | 1   | 2  | 3  | –1  | 2   |

|                                                   |                         |                        |           |                                                                                              |
| 16 juni 1982 «onderlinge duels» 21:00 uur (UTC+1) | Spanje                  | 1 – 1                  | Honduras  | Estadio Luis Casanova, Valencia Toeschouwers: 49.562 Scheidsrechter: Arturo Ithurralde (ARG) |
| 16 juni 1982 «onderlinge duels» 21:00 uur (UTC+1) | López Ufarte 65' (pen.) | verslag (FIFA) verslag | 8' Zelaya | Estadio Luis Casanova, Valencia Toeschouwers: 49.562 Scheidsrechter: Arturo Ithurralde (ARG) |

|                                                   |                        |       |               |                                                                                   |
| 17 juni 1982 «onderlinge duels» 21:00 uur (UTC+1) | Joegoslavië            | 0 – 0 | Noord-Ierland | La Romareda, Zaragoza Toeschouwers: 25.000 Scheidsrechter: Erik Fredriksson (SWE) |
| 17 juni 1982 «onderlinge duels» 21:00 uur (UTC+1) | verslag (FIFA) verslag |       |               | La Romareda, Zaragoza Toeschouwers: 25.000 Scheidsrechter: Erik Fredriksson (SWE) |

|                                                   |                              |                        |             |                                                                                                  |
| 20 juni 1982 «onderlinge duels» 21:00 uur (UTC+1) | Spanje                       | 2 – 1                  | Joegoslavië | Estadio Luis Casanova, Valencia Toeschouwers: 48.000 Scheidsrechter: Henning Lund-Sørensen (DEN) |
| 20 juni 1982 «onderlinge duels» 21:00 uur (UTC+1) | Juanito 14' (pen.) Saura 66' | verslag (FIFA) verslag | 10' Gudelj  | Estadio Luis Casanova, Valencia Toeschouwers: 48.000 Scheidsrechter: Henning Lund-Sørensen (DEN) |

|                                                   |           |                        |               |                                                                               |
| 21 juni 1982 «onderlinge duels» 21:00 uur (UTC+1) | Honduras  | 1 – 1                  | Noord-Ierland | La Romareda, Zaragoza Toeschouwers: 15.000 Scheidsrechter: Chan Tam Sun (HKG) |
| 21 juni 1982 «onderlinge duels» 21:00 uur (UTC+1) | Laing 60' | verslag (FIFA) verslag | 10' Armstrong | La Romareda, Zaragoza Toeschouwers: 15.000 Scheidsrechter: Chan Tam Sun (HKG) |

|                                                   |          |                        |                     |                                                                                |
| 24 juni 1982 «onderlinge duels» 21:00 uur (UTC+1) | Honduras | 0 – 1                  | Joegoslavië         | La Romareda, Zaragoza Toeschouwers: 25.000 Scheidsrechter: Gastón Castro (CHI) |
| 24 juni 1982 «onderlinge duels» 21:00 uur (UTC+1) |          | verslag (FIFA) verslag | 88' (pen.) Petrović | La Romareda, Zaragoza Toeschouwers: 25.000 Scheidsrechter: Gastón Castro (CHI) |

|                                                   |        |                        |               |                                                                                         |
| 25 juni 1982 «onderlinge duels» 21:00 uur (UTC+1) | Spanje | 0 – 1                  | Noord-Ierland | Estadio Luis Casanova, Valencia Toeschouwers: 49.562 Scheidsrechter: Héctor Ortíz (PAR) |
| 25 juni 1982 «onderlinge duels» 21:00 uur (UTC+1) |        | verslag (FIFA) verslag | 47' Armstrong | Estadio Luis Casanova, Valencia Toeschouwers: 49.562 Scheidsrechter: Héctor Ortíz (PAR) |

### Groep F
Na twee teleurstellende WK's qua veldspel, kon het publiek weer genieten van een swingend Braziliaans voetbalelftal. Vooral het middenveld was ronduit fantastisch met aanvoerder Sócrates, grote ster Zico, verdedigende middenvelder Toninho Cerezo en de bij AS Roma spelende Falcao. Net als in 1970 had men een doorsnee keeper (Valdir Peres) en de verdediging was meer aanvallend sterk dan verdedigend. In de aanval was flankspeler Éder een ware artiest, maar ontbrak Careca vanwege een blessure, de veel mindere Serginho verving hem.
In de eerste wedstrijd werd dit Brazilië behoorlijk op de proef gesteld door een sterk spelend Sovjet-Unie, dat op voorsprong kwam dankzij een misser van Valdir Peres. Diep in de tweede helft hadden de Brazilianen de wedstrijd recht gezet, dankzij prachtige afstandsschoten van Socrates en Eder. Tegen Schotland kwam men snel op achterstand via de Schotse verdediger David Neary, maar daarna overspeelden de Brazilianen de Schotten compleet: 4-1. Ook nu waren er fraaie doelpunten bij: een vrije trap van Zico en een lobje van Eder. De laatste wedstrijd was de makkelijkste: 4-0 tegen Nieuw-Zeeland met twee treffers van Zico.
De strijd om de tweede plaats was een spannende, tussen Schotland en de Sovjet-Unie. De laatste wedstrijd was een onderling duel tussen beide landen, de Sovjet-Unie had genoeg aan een gelijkspel. In de eerste helft maakte John Wark een belangrijk snel doelpunt, maar de Schotten konden de voorsprong niet uitbuiten. In de tweede helft trokken de Russen de wedstrijd recht met het tweede doelpunt vlak voor tijd. De Schotten gaven niet op, scoorden nog via Graeme Souness, maar doelman Rinat Dasajev was verder niet te passeren. De Schotten misten voor de derde keer op rij de tweede ronde, dankzij een ongunstig doelsaldo.
| Land          | Wed | Win | Gel | Ver | DV | DT | +/− | Pnt |
| ------------- | --- | --- | --- | --- | -- | -- | --- | --- |
| Brazilië      | 3   | 3   | 0   | 0   | 10 | 2  | +8  | 6   |
| Sovjet-Unie   | 3   | 1   | 1   | 1   | 6  | 4  | +2  | 3   |
| Schotland     | 3   | 1   | 1   | 1   | 8  | 8  | 0   | 3   |
| Nieuw-Zeeland | 3   | 0   | 0   | 3   | 2  | 12 | –10 | 0   |

|                                                   |                       |                        |             | |
| 14 juni 1982 «onderlinge duels» 21:00 uur (UTC+1) | Brazilië              | 2 – 1                  | Sovjet-Unie | Estadio Ramón Sánchez Pizjuán, Sevilla Toeschouwers: 68.000 Scheidsrechter: Augusto Lamo Castillo (ESP) |
| 14 juni 1982 «onderlinge duels» 21:00 uur (UTC+1) | Sócrates 75' Éder 87' | verslag (FIFA) verslag | 34' Bal     | Estadio Ramón Sánchez Pizjuán, Sevilla Toeschouwers: 68.000 Scheidsrechter: Augusto Lamo Castillo (ESP) |

|                                                   |                                                        |                        |                        |                                                                                    |
| 15 juni 1982 «onderlinge duels» 21:00 uur (UTC+1) | Schotland                                              | 5 – 2                  | Nieuw-Zeeland          | Estadio La Rosaleda, Málaga Toeschouwers: 36.000 Scheidsrechter: David Socha (USA) |
| 15 juni 1982 «onderlinge duels» 21:00 uur (UTC+1) | Dalglish 18' Wark 30', 33' Robertson 73' Archibald 79' | verslag (FIFA) verslag | 54' Sumner 65' Wooddin | Estadio La Rosaleda, Málaga Toeschouwers: 36.000 Scheidsrechter: David Socha (USA) |

|                                                   |                                        |                        |           |                                                                                                  |
| 18 juni 1982 «onderlinge duels» 21:00 uur (UTC+1) | Brazilië                               | 4 – 1                  | Schotland | Estadio Benito Villamarín, Sevilla Toeschouwers: 47.379 Scheidsrechter: Luis Paulino Siles (CRC) |
| 18 juni 1982 «onderlinge duels» 21:00 uur (UTC+1) | Zico 33' Oscar 49' Éder 65' Falcão 87' | verslag (FIFA) verslag | 18' Narey | Estadio Benito Villamarín, Sevilla Toeschouwers: 47.379 Scheidsrechter: Luis Paulino Siles (CRC) |

|                                                   |                                        |                        |               |                                                                                        |
| 19 juni 1982 «onderlinge duels» 21:00 uur (UTC+1) | Sovjet-Unie                            | 3 – 0                  | Nieuw-Zeeland | Estadio La Rosaleda, Málaga Toeschouwers: 19.000 Scheidsrechter: Yousef El-Ghoul (LBY) |
| 19 juni 1982 «onderlinge duels» 21:00 uur (UTC+1) | Gavrilov 25' Blochin 48' Baltatsja 69' | verslag (FIFA) verslag |               | Estadio La Rosaleda, Málaga Toeschouwers: 19.000 Scheidsrechter: Yousef El-Ghoul (LBY) |

|                                                   |                              |                        |                        |                                                                                       |
| 22 juni 1982 «onderlinge duels» 21:00 uur (UTC+1) | Sovjet-Unie                  | 2 – 2                  | Schotland              | Estadio La Rosaleda, Málaga Toeschouwers: 45.000 Scheidsrechter: Nicolae Rainea (ROU) |
| 22 juni 1982 «onderlinge duels» 21:00 uur (UTC+1) | Tsjivadze 60' Sjengelija 84' | verslag (FIFA) verslag | 15' Jordan 87' Souness | Estadio La Rosaleda, Málaga Toeschouwers: 45.000 Scheidsrechter: Nicolae Rainea (ROU) |

|                                                   |                                       |                        |               |                                                                                                 |
| 23 juni 1982 «onderlinge duels» 21:00 uur (UTC+1) | Brazilië                              | 4 – 0                  | Nieuw-Zeeland | Estadio Benito Villamarín, Sevilla Toeschouwers: 43.000 Scheidsrechter: Damir Matovinović (YUG) |
| 23 juni 1982 «onderlinge duels» 21:00 uur (UTC+1) | Zico 28', 31' Falcão 55' Serginho 69' | verslag (FIFA) verslag |               | Estadio Benito Villamarín, Sevilla Toeschouwers: 43.000 Scheidsrechter: Damir Matovinović (YUG) |

## Tweede ronde

### Groep 1
Het rommelde behoorlijk in het Belgische kamp, Eric Gerets kon niet spelen na zijn botsing met Jean-Marie Pfaff in de wedstrijd tegen Hongarije. Pfaff kon ook niet spelen, maar er gingen geruchten dat Pfaff gepasseerd was vanwege zijn vreemde gedrag na de wedstrijd tegen Hongarije. Zo ging hij zitten in de ziekenwagen, die gereserveerd was voor Gerets. Theo Custers verving hem in de wedstrijd tegen Polen, maar hij werd drie keer gepasseerd door de ontketende Zbigniew Boniek, waardoor hij een hattrick maakte. Boniek hield er een transfer aan over bij de Italiaanse topclub Juventus. 
Omdat de Sovjet-Unie maar met 1-0 van België won, moesten de Russen van Polen winnen om de halve finale te halen. De wedstrijd was beladen: op 13 december 1981 werd de noodtoestand in Polen uitgeroepen om de vrije vakbond Solidarność uit te schakelen. Zeer waarschijnlijk was, dat de communistische regering de maatregel deed onder dwang van de Sovjet-Unie. Meest opmerkelijke van de wedstrijd was een groot spandoek van Solidarność in het stadion van Barcelona. De wedstrijd viel tegen, de Russen speelden minder dan in de eerste ronde en de Polen waren gevaarlijker in de counter. De "overwinning" op de Sovjet-Unie zag men als een morele overwinning voor het volk. Polen haalde net als in 1974 de halve finales, maar moest Boniek daarin missen, hij ontving zijn tweede gele kaart.
| Land        | Wed | Win | Gel | Ver | DV | DT | +/− | Pnt |
| ----------- | --- | --- | --- | --- | -- | -- | --- | --- |
| Polen       | 2   | 1   | 1   | 0   | 3  | 0  | +3  | 3   |
| Sovjet-Unie | 2   | 1   | 1   | 0   | 1  | 0  | +1  | 3   |
| België      | 2   | 0   | 0   | 2   | 0  | 4  | –4  | 0   |

|                                                   |        |                        |                     |                                                                                   |
| 28 juni 1982 «onderlinge duels» 21:00 uur (UTC+1) | België | 0 – 3                  | Polen               | Camp Nou, Barcelona Toeschouwers: 65.000 Scheidsrechter: Luis Paulino Siles (CRC) |
| 28 juni 1982 «onderlinge duels» 21:00 uur (UTC+1) |        | verslag (FIFA) verslag | 4', 26', 53' Boniek | Camp Nou, Barcelona Toeschouwers: 65.000 Scheidsrechter: Luis Paulino Siles (CRC) |

|                                                  |        |                        |                  |                                                                               |
| 1 juli 1982 «onderlinge duels» 21:00 uur (UTC+1) | België | 0 – 1                  | Sovjet-Unie      | Camp Nou, Barcelona Toeschouwers: 45.000 Scheidsrechter: Michel Vautrot (FRA) |
| 1 juli 1982 «onderlinge duels» 21:00 uur (UTC+1) |        | verslag (FIFA) verslag | 48' Hovhannesjan | Camp Nou, Barcelona Toeschouwers: 45.000 Scheidsrechter: Michel Vautrot (FRA) |

|                                                  |                        |       |             |                                                                              |
| 4 juli 1982 «onderlinge duels» 21:00 uur (UTC+1) | Polen                  | 0 – 0 | Sovjet-Unie | Camp Nou, Barcelona Toeschouwers: 65.000 Scheidsrechter: Bob Valentine (SCO) |
| 4 juli 1982 «onderlinge duels» 21:00 uur (UTC+1) | verslag (FIFA) verslag |       |             | Camp Nou, Barcelona Toeschouwers: 65.000 Scheidsrechter: Bob Valentine (SCO) |

### Groep 2
Wedstrijden tussen West-Duitsland en Engeland leveren meestal veel spektakel op, maar dat gold niet voor de matige versie van 1982. Engeland was wel wat beter, maar de beste kans kreeg Karl-Heinz Rummenigge vlak voor tijd, hij schoot op de lat. Rummenigge raakte geblesseerd in de wedstrijd tegen Spanje. Tegen het opnieuw teleurstellende Spanje maakte West-Duitsland het halverwege de tweede helft af: Pierre Littbarski was de grote man met een doelpunt en een assist. De uitslag was 2-1, Spanje was uitgeschakeld en Engeland moest nu met twee doelpunten verschil winnen van Spanje om de Duitsers voor te zijn. Engeland viel wanhopig aan, kreeg wat kansen, maar het leverde geen doelpunten op. De beste kans was voor invaller en sterspeler Kevin Keegan, die het hele toernooi geblesseerd was. Spanje speelde voor het eerst redelijk, maar na de wedstrijd werd bondscoach Santamaría ontslagen.
| Land           | Wed | Win | Gel | Ver | DV | DT | +/− | Pnt |
| -------------- | --- | --- | --- | --- | -- | -- | --- | --- |
| West-Duitsland | 2   | 1   | 1   | 0   | 2  | 1  | +1  | 3   |
| Engeland       | 2   | 0   | 2   | 0   | 0  | 0  | 0   | 2   |
| Spanje         | 2   | 0   | 1   | 1   | 1  | 2  | –1  | 1   |

|                                                   |                        |       |                |                                                                                             |
| 28 juni 1982 «onderlinge duels» 21:00 uur (UTC+1) | Engeland               | 0 – 0 | West-Duitsland | Estadio Santiago Bernabéu, Madrid Toeschouwers: 90.089 Scheidsrechter: Arnaldo Coelho (BRA) |
| 28 juni 1982 «onderlinge duels» 21:00 uur (UTC+1) | verslag (FIFA) verslag |       |                | Estadio Santiago Bernabéu, Madrid Toeschouwers: 90.089 Scheidsrechter: Arnaldo Coelho (BRA) |

|                                                  |            |                        |                            |                                                                                            |
| 2 juli 1982 «onderlinge duels» 21:00 uur (UTC+1) | Spanje     | 1 – 2                  | West-Duitsland             | Estadio Santiago Bernabéu, Madrid Toeschouwers: 90.000 Scheidsrechter: Paolo Casarin (ITA) |
| 2 juli 1982 «onderlinge duels» 21:00 uur (UTC+1) | Zamora 82' | verslag (FIFA) verslag | 60' Littbarski 75' Fischer | Estadio Santiago Bernabéu, Madrid Toeschouwers: 90.000 Scheidsrechter: Paolo Casarin (ITA) |

|                                                  |                        |       |          |                                                                                            |
| 5 juli 1982 «onderlinge duels» 21:00 uur (UTC+1) | Spanje                 | 0 – 0 | Engeland | Estadio Santiago Bernabéu, Madrid Toeschouwers: 75.000 Scheidsrechter: Alexis Ponnet (BEL) |
| 5 juli 1982 «onderlinge duels» 21:00 uur (UTC+1) | verslag (FIFA) verslag |       |          | Estadio Santiago Bernabéu, Madrid Toeschouwers: 75.000 Scheidsrechter: Alexis Ponnet (BEL) |

### Groep 3
Terwijl het grote stadion van Nou Camp halfvol liep voor wedstrijden als Polen - Sovjet-Unie, vonden in het veel kleinere Sarrià stadion van Barcelona drie geweldige krakers plaats, waar twee oud-wereldkampioenen (Italië en Brazilië) en regerend wereldkampioen Argentinië vochten om een plek in de halve finale. Na een matige eerste ronde gaf niemand Italië tegen Argentinië een kans, maar coach Enzo Bearzot beriep zich op het aloude catenaccio-systeem, het liet Argentinië de wedstrijd domineren en zinspeelde op uitvallen. Tweemaal was Italië in de tegenaanval succesvol via Marco Tardelli en linksback Antonio Cabrini en won daardoor met 2-1. Interessanter was het duel binnen het duel: Bearzot offerde Claudio Gentile op om Diego Maradona overal te schaduwen, waar Maradona liep was ook Gentile. Omdat Maradona niet werd beschermd door de scheidsrechter, kon Gentile zich ongegeneerd uitleven en had eigenlijk een rode kaart moeten krijgen, hij kreeg slechts geel. De tactiek werkte wel, Maradona raakte gefrustreerd, kreeg zelf ook een gele kaart en kwam niet verder dan een vrije trap op de paal. 
De Brazilianen hadden een totaal andere benadering om de Argentijnen te bestrijden. De strijd was gelijkwaardig, maar de extra klasse van de Brazilianen gaf de doorslag. Zico scoorde na een verwoestende vrije trap van Éder, Serginho scoorde na flitsend voorbereidend werk van Éder, Zico en Falcāo en verdediger Junior maakte het derde doelpunt na snel combinatie-spel met Zico. Maradona kon niet op tegen al dat geweld, probeerde nog een strafschop te versieren, raakte gefrustreerd en werd vijf minuten voor tijd uit het veld gestuurd na een ordinaire schop op Batista. De Brazilianen waren nonchalant in de verdediging, gaven veel kansen weg en de tegentreffer van Ramón Díaz was zo'n weggevertje. 
In het beslissende duel had Brazilië genoeg aan een gelijkspel om zich te plaatsen voor de halve finale. Uiteraard speelde Brazilië op de aanval, maar Enzo Bearzot had weer een aangepaste tactiek: Italië ging ook aanvallen. Na vijf minuten scoorde Paolo Rossi, nadat hij vrij gelaten werd door de fragiele Braziliaanse verdediging. Nadat Serginho een goede kans miste, scoorde Socrates de gelijkmaker door doelman Dino Zoff door de benen te spelen. Toninho Cerezo speelde de bal onbedoeld naar Rossi: 2-1 voor Italië bij de rust. In de tweede helft deed de al 40-jarige Dino Zoff het zeer goed, maar hij was kansloos op een schot van de in Italië (AS Roma) spelende Falcão. Brazilië had nu 20 minuten de tijd de wedstrijd rustig uit te spelen, maar het bleef aanvallen. Uit een hoekschop kwam de beslissende dreun: Rossi werd opnieuw vrijgelaten en maakte de 3-2 voor Italië. Er was nog genoeg opwinding in de slotfase: binnen een minuut werd een doelpunt van Antognoni afgekeurd vanwege randje buitenspel en redde Zoff een kopkans van Oscar net voor de doellijn. In de blessuretijd voorkwam Zoff opnieuw een doelpunt na een effectvolle hoekschop van Éder. Het bleef 3-2 voor Italië, heel de wereld treurde vanwege het prachtige spel van de Brazilianen, maar de zwakke plekken van het team waren beslissend: de onbetrouwbare verdediging en een matige spits. Rossi transformeerde zichzelf tot de grote held van Italië na zijn zwakke wedstrijden in het begin van het toernooi.
| Land       | Wed | Win | Gel | Ver | DV | DT | +/− | Pnt |
| ---------- | --- | --- | --- | --- | -- | -- | --- | --- |
| Italië     | 2   | 2   | 0   | 0   | 5  | 3  | +2  | 4   |
| Brazilië   | 2   | 1   | 0   | 1   | 5  | 4  | +1  | 2   |
| Argentinië | 2   | 0   | 0   | 2   | 2  | 5  | –3  | 0   |

|                                                   |                          |                        |                |                                                                                     |
| 29 juni 1982 «onderlinge duels» 17:15 uur (UTC+1) | Italië                   | 2 – 1                  | Argentinië     | Estadio Sarrià, Barcelona Toeschouwers: 43.000 Scheidsrechter: Nicolae Rainea (ROU) |
| 29 juni 1982 «onderlinge duels» 17:15 uur (UTC+1) | Tardelli 55' Cabrini 67' | verslag (FIFA) verslag | 83' Passarella | Estadio Sarrià, Barcelona Toeschouwers: 43.000 Scheidsrechter: Nicolae Rainea (ROU) |

|                                                  |                                  |                        |            |                                                                                          |
| 2 juli 1982 «onderlinge duels» 17:15 uur (UTC+1) | Brazilië                         | 3 – 1                  | Argentinië | Estadio Sarrià, Barcelona Toeschouwers: 43.000 Scheidsrechter: Mario Rubio Vázquez (MEX) |
| 2 juli 1982 «onderlinge duels» 17:15 uur (UTC+1) | Zico 11' Serginho 66' Júnior 75' | verslag (FIFA) verslag | 89' Díaz   | Estadio Sarrià, Barcelona Toeschouwers: 43.000 Scheidsrechter: Mario Rubio Vázquez (MEX) |

|                                                  |                    |                        |                         |                                                                                    |
| 5 juli 1982 «onderlinge duels» 17:15 uur (UTC+1) | Italië             | 3 – 2                  | Brazilië                | Estadio Sarrià, Barcelona Toeschouwers: 44.000 Scheidsrechter: Abraham Klein (ISR) |
| 5 juli 1982 «onderlinge duels» 17:15 uur (UTC+1) | Rossi 5', 25', 74' | verslag (FIFA) verslag | 12' Sócrates 68' Falcao | Estadio Sarrià, Barcelona Toeschouwers: 44.000 Scheidsrechter: Abraham Klein (ISR) |

### Groep 4
Groep 4 was verreweg de minst spannende groep van de tweede ronde, maar was toch de moeite waard, vanwege het spel van de Fransen. Zonder hun sterspeler Michel Platini boekte Frankrijk een 1-0 overwinning op Oostenrijk dankzij een vrije trap van Bernard Genghini. Daarna boekte de ploeg een ruime overwinning op de dapper spelende Noord-Ieren, 4-1 met twee doelpunten van Dominique Rocheteau en de uitblinkende Alain Giresse. Het sterkste onderdeel van de Fransen was het middenveld, waar net als bij Brazilië allemaal echte voetballers waren opgesteld. Naast Platini, Genghini en Giresse was dat ook de oorspronkelijk uit Mali afkomstige technische loopwonder Jean Tigana.
| Land          | Wed | Win | Gel | Ver | DV | DT | +/− | Pnt |
| ------------- | --- | --- | --- | --- | -- | -- | --- | --- |
| Frankrijk     | 2   | 2   | 0   | 0   | 5  | 1  | +4  | 4   |
| Oostenrijk    | 2   | 0   | 1   | 1   | 2  | 3  | –1  | 1   |
| Noord-Ierland | 2   | 0   | 1   | 1   | 3  | 6  | –3  | 1   |

|                                                   |              |                        |            |                                                                                            |
| 28 juni 1982 «onderlinge duels» 17:15 uur (UTC+1) | Frankrijk    | 1 – 0                  | Oostenrijk | Estadio Vicente Calderón, Madrid Toeschouwers: 37.000 Scheidsrechter: Károly Palotai (HUN) |
| 28 juni 1982 «onderlinge duels» 17:15 uur (UTC+1) | Genghini 39' | verslag (FIFA) verslag |            | Estadio Vicente Calderón, Madrid Toeschouwers: 37.000 Scheidsrechter: Károly Palotai (HUN) |

|                                                  |                            |                        |                   |                                                                                          |
| 1 juli 1982 «onderlinge duels» 17:15 uur (UTC+1) | Oostenrijk                 | 2 – 2                  | Noord-Ierland     | Estadio Vicente Calderón, Madrid Toeschouwers: 20.000 Scheidsrechter: Adolf Prokop (DDR) |
| 1 juli 1982 «onderlinge duels» 17:15 uur (UTC+1) | Pezzey 50' Hintermaier 68' | verslag (FIFA) verslag | 27', 75' Hamilton | Estadio Vicente Calderón, Madrid Toeschouwers: 20.000 Scheidsrechter: Adolf Prokop (DDR) |

|                                                  |               |                        |                                     |                                                                                           |
| 4 juli 1982 «onderlinge duels» 17:15 uur (UTC+1) | Noord-Ierland | 1 – 4                  | Frankrijk                           | Estadio Vicente Calderón, Madrid Toeschouwers: 37.000 Scheidsrechter: Alojzy Jarguz (POL) |
| 4 juli 1982 «onderlinge duels» 17:15 uur (UTC+1) | Armstrong 75' | verslag (FIFA) verslag | 33', 80' Giresse 46', 68' Rocheteau | Estadio Vicente Calderón, Madrid Toeschouwers: 37.000 Scheidsrechter: Alojzy Jarguz (POL) |

## Knock-outfase
|  | halve finale       | halve finale     |   |                    | finale             | finale |
|  |                    |                  |   |                    |                    |        |
|  | 8 juli – Barcelona |                  |   |                    |                    |        |
|  | Polen              | 0                |   |                    |                    |        |
|  | Italië             | 2                |   |                    |                    |        |
|  |                    |                  |   |                    |                    |        |
|  |                    |                  |   |                    | 11 juli – Madrid   |        |
|  |                    |                  |   |                    | Italië             | 3      |
|  |                    | West-Duitsland   | 1 |                    |                    |        |
|  |                    |                  |   |                    |                    |        |
|  |                    |                  |   |                    | derde plaats       |        |
|  | 8 juli – Sevilla   | 8 juli – Sevilla |   | 10 juli – Alicante | 10 juli – Alicante |        |
|  | West-Duitsland     | 3 (5)            |   | Polen              | 3                  |        |
|  | Frankrijk          | 3 (4)            |   |                    | Frankrijk          | 2      |

### Halve finales
In een opnieuw halfvol Nou Camp boekte Italië een vrij eenvoudige overwinning op Polen dankzij twee doelpunten van Paolo Rossi. Bij Polen was Zbigniew Boniek geschorst en hij werd node gemist, want Polen ontbeerde alle creativiteit. Bij Italië was zijn eventuele bewaker Claudio Gentile geschorst, de pas 18-jarige Giuseppe Bergomi verving hem zeer verdienstelijk. Het was een wedstrijd zonder veel hoogtepunten.
De andere halve finale was een ware thriller tussen West-Duitsland en Frankrijk in Sevilla. Het was ook een clash tussen twee verschillende stijlen: het mooie Franse voetbal tegen de onverzettelijke Duitsers. De eerste slag was voor de Duitsers: Pierre Littbarski scoorde vlak nadat hij op de lat had geschoten. Frankrijk maakte voor de rust gelijk via een strafschop van Michel Platini. Vroeg in de tweede helft was er hét moment van de wedstrijd, misschien wel van het hele toernooi: invaller Patrick Battiston werd gelanceerd door Platini en kwam alleen voor doelman Harald Schumacher te staan. Battiston miste, maar werd bovendien genadeloos onderuit getorpedeerd door Schumacher, die zijn heup in het gezicht van Battistion plantte. De Nederlandse scheidsrechter Charles Corver floot niet eens voor een overtreding en Schumacher stond doodleuk klaar om de uittrap te nemen, terwijl Battiston per brancard werd afgevoerd. De Franse bondscoach Michel Hidalgo moest voor de tweede keer wisselen, terwijl de Duitse bondscoach Jupp Derwall nog alle mogelijkheden had te wisselen, een groot voordeel. De Fransen bleven beter in de tweede helft en in de laatste minuut ontsnapte West-Duitsland door een fraai schot van verdediger Manuel Amoros op de lat.
In de verlenging leken de Fransen toe te slaan door een 3-1 voorsprong te nemen dankzij doelpunten van Marius Trésor en Alain Giresse. De Duitsers hadden nog een geheim wapen op de bank zitten: de niet geheel fitte Karl-Heinz Rummenigge. Hij viel in en dat had invloed op zowel tegenstander als teamgenoten. Hij scoorde snel de aansluittreffer. In de tweede helft van de verlenging scoorde Klaus Fischer de gelijkmaker via een acrobatische omhaal. De vermoeide Fransen haalden moeizaam het einde van de wedstrijd en voor de eerste keer in de historie van het wereldkampioenschap moest een wedstrijd beslist worden via strafschoppen. Ook nu was er weer genoeg dramatiek: de eerste misser was van Uli Stielike namens Duitsland en de speler was ontroostbaar. De Spaanse televisie richtte zich volledig op het leed van de bij Real Madrid spelende verdediger, terwijl Schumacher ondertussen de strafschop van Didier Six stopte. Daarna waren alle strafschoppen raak en moesten beide een strafschop per keer nemen. Schumacher stopte de strafschop van Maxime Bossis, nota bene de invaller van Battiston en Horst Hrubesch schoot Duitsland naar de finale. Schumacher werd de held van de avond. Toen een Franse journalist hem confronteerde met de situatie rond Battiston zei Schumacher, dat hij twee kronen zou betalen voor de gemiste tanden. Later bleek dat Battiston ook een gebroken kaak, een hersenschudding en een gebroken ruggenwervel had opgelopen. Ook scheidsrechter Corver was de gevierde man na de wedstrijd, tot de Franse televisie via eindeloze herhalingen van het incident aantoonde hoe verkeerd hij de situatie had beoordeeld.
|                                                  |       |                        |                |                                                                                |
| 8 juli 1982 «onderlinge duels» 17:15 uur (UTC+1) | Polen | 0 – 2                  | Italië         | Camp Nou, Barcelona Toeschouwers: 50.000 Scheidsrechter: Juan Cardellino (URU) |
| 8 juli 1982 «onderlinge duels» 17:15 uur (UTC+1) |       | verslag (FIFA) verslag | 22', 73' Rossi | Camp Nou, Barcelona Toeschouwers: 50.000 Scheidsrechter: Juan Cardellino (URU) |

|                                                  |                                                        |                        |                                             |                                                                                                  |
| 8 juli 1982 «onderlinge duels» 21:00 uur (UTC+1) | West-Duitsland                                         | 3 – 3 (n.v.)           | Frankrijk                                   | Estadio Ramón Sánchez Pizjuán, Sevilla Toeschouwers: 63.000 Scheidsrechter: Charles Corver (NED) |
| 8 juli 1982 «onderlinge duels» 21:00 uur (UTC+1) | Littbarski 17' Rummenigge 102' Fischer 108'            | verslag (FIFA) verslag | 26' (pen.) Platini 92' Trésor 98' Giresse   | Estadio Ramón Sánchez Pizjuán, Sevilla Toeschouwers: 63.000 Scheidsrechter: Charles Corver (NED) |
| 8 juli 1982 «onderlinge duels» 21:00 uur (UTC+1) | Strafschoppen                                          |                        |                                             | Estadio Ramón Sánchez Pizjuán, Sevilla Toeschouwers: 63.000 Scheidsrechter: Charles Corver (NED) |
| 8 juli 1982 «onderlinge duels» 21:00 uur (UTC+1) | Kaltz Breitner Stielike Littbarski Rummenigge Hrubesch | 5 – 4                  | Giresse Amoros Rocheteau Six Platini Bossis | Estadio Ramón Sánchez Pizjuán, Sevilla Toeschouwers: 63.000 Scheidsrechter: Charles Corver (NED) |

### Troostfinale
|                                                   |                        |                        |                                         |                                                                                              |
| 10 juli 1982 «onderlinge duels» 20:00 uur (UTC+1) | Frankrijk              | 2 – 3                  | Polen                                   | Estadio José Rico Pérez, Alicante Toeschouwers: 28.000 Scheidsrechter: António Garrido (POR) |
| 10 juli 1982 «onderlinge duels» 20:00 uur (UTC+1) | Girard 13' Couriol 72' | verslag (FIFA) verslag | 40' Szarmach 44' Majewski 46' Kupcewicz | Estadio José Rico Pérez, Alicante Toeschouwers: 28.000 Scheidsrechter: António Garrido (POR) |

### Finale
|                                                   |                                      |                        |                |                                                                                             |
| 11 juli 1982 «onderlinge duels» 20:00 uur (UTC+1) | Italië                               | 3 – 1                  | West-Duitsland | Estadio Santiago Bernabéu, Madrid Toeschouwers: 90.000 Scheidsrechter: Arnaldo Coelho (BRA) |
| 11 juli 1982 «onderlinge duels» 20:00 uur (UTC+1) | Rossi 56' Tardelli 69' Altobelli 81' | verslag (FIFA) verslag | 83' Breitner   | Estadio Santiago Bernabéu, Madrid Toeschouwers: 90.000 Scheidsrechter: Arnaldo Coelho (BRA) |

| 1982 Wereldkampioen |
| ------------------- |
|                     |
| ITALIË Derde titel  |

## Overzicht van de wedstrijden
| Eerste ronde | | |
| Groep A | Groep B | Groep C |
| Italië – Polen Kameroen – Peru Italië – Peru Kameroen – Polen Polen – Peru Italië – Kameroen                                                       | West-Duitsland – Algerije Chili – Oostenrijk West-Duitsland – Chili Oostenrijk – Algerije Algerije – Chili West-Duitsland – Oostenrijk    | Argentinië – België Hongarije – El Salvador Argentinië – Hongarije België – El Salvador België – Hongarije Argentinië – El Salvador                |
| Groep D | Groep E | Groep F |
| Engeland – Frankrijk Tsjecho-Slowakije – Koeweit Engeland – Tsjecho-Slowakije Frankrijk – Koeweit Frankrijk – Tsjecho-Slowakije Engeland – Koeweit | Spanje – Honduras Joegoslavië – Noord-Ierland Spanje – Joegoslavië Honduras – Noord-Ierland Honduras – Joegoslavië Spanje – Noord-Ierland | Brazilië – Sovjet-Unie Schotland – Nieuw-Zeeland Brazilië – Schotland Sovjet-Unie – Nieuw-Zeeland Sovjet-Unie – Schotland Brazilië – Nieuw-Zeeland |

| Tweede ronde                                            |                                                                     |                                                             |                                                                             |
| Groep 1                                                 | Groep 2                                                             | Groep 3                                                     | Groep 4                                                                     |
| België – Polen België – Sovjet-Unie Polen – Sovjet-Unie | Engeland – West-Duitsland West-Duitsland – Spanje Engeland – Spanje | Italië – Argentinië Brazilië – Argentinië Italië – Brazilië | Frankrijk – Oostenrijk Oostenrijk – Noord-Ierland Noord-Ierland – Frankrijk |
| Halve finales                                           |                                                                     |                                                             |                                                                             |
| Polen – Italië                                          | Polen – Italië                                                      | West-Duitsland – Frankrijk                                  | West-Duitsland – Frankrijk                                                  |
| Troostfinale                                            |                                                                     |                                                             |                                                                             |
| Frankrijk – Polen                                       |                                                                     |                                                             |                                                                             |
| Finale                                                  |                                                                     |                                                             |                                                                             |
| Italië – West-Duitsland                                 |                                                                     |                                                             |                                                                             |

## Toernooiranglijst
| Plaats                           | Land              | Groep | GW | Win | Gel | Ver | DV | DT | +/- | Pnt |
| -------------------------------- | ----------------- | ----- | -- | --- | --- | --- | -- | -- | --- | --- |
| 1                                | Italië            | A/3   | 7  | 4   | 3   | 0   | 12 | 6  | +6  | 11  |
| 2                                | West-Duitsland    | B/2   | 7  | 3   | 2   | 2   | 12 | 10 | +2  | 8   |
| 3                                | Polen             | A/1   | 7  | 3   | 3   | 1   | 11 | 5  | +6  | 9   |
| 4                                | Frankrijk         | D/4   | 7  | 3   | 2   | 2   | 16 | 12 | +4  | 8   |
| Uitgeschakeld in de tweede ronde |                   |       |    |     |     |     |    |    |     |     |
| 5                                | Brazilië          | F/3   | 5  | 4   | 0   | 1   | 15 | 6  | +9  | 8   |
| 6                                | Engeland          | D/2   | 5  | 3   | 2   | 0   | 6  | 1  | +5  | 8   |
| 7                                | Sovjet-Unie       | F/1   | 5  | 2   | 2   | 1   | 7  | 4  | +3  | 6   |
| 8                                | Oostenrijk        | B/4   | 5  | 2   | 1   | 2   | 5  | 4  | +1  | 5   |
| 9                                | Noord-Ierland     | E/4   | 5  | 1   | 3   | 1   | 5  | 7  | −2  | 5   |
| 10                               | België            | C/1   | 5  | 2   | 1   | 2   | 3  | 5  | −2  | 5   |
| 11                               | Argentinië        | C/3   | 5  | 2   | 0   | 3   | 8  | 7  | +1  | 4   |
| 12                               | Spanje            | E/2   | 5  | 1   | 2   | 2   | 4  | 5  | −1  | 4   |
| Uitgeschakeld in de eerste ronde |                   |       |    |     |     |     |    |    |     |     |
| 13                               | Algerije          | B     | 3  | 2   | 0   | 1   | 5  | 5  | 0   | 4   |
| 14                               | Hongarije         | C     | 3  | 1   | 1   | 1   | 12 | 6  | +6  | 3   |
| 15                               | Schotland         | F     | 3  | 1   | 1   | 1   | 8  | 8  | 0   | 3   |
| 16                               | Joegoslavië       | E     | 3  | 1   | 1   | 1   | 2  | 2  | 0   | 3   |
| 17                               | Kameroen          | A     | 3  | 0   | 3   | 0   | 1  | 1  | 0   | 3   |
| 18                               | Honduras          | E     | 3  | 0   | 2   | 1   | 2  | 3  | −1  | 2   |
| 19                               | Tsjecho-Slowakije | D     | 3  | 0   | 2   | 1   | 2  | 4  | −2  | 2   |
| 20                               | Peru              | A     | 3  | 0   | 2   | 1   | 2  | 6  | −4  | 2   |
| 21                               | Koeweit           | D     | 3  | 0   | 1   | 2   | 2  | 6  | −4  | 1   |
| 22                               | Chili             | B     | 3  | 0   | 0   | 3   | 3  | 8  | −5  | 0   |
| 23                               | Nieuw-Zeeland     | F     | 3  | 0   | 0   | 3   | 2  | 12 | −10 | 0   |
| 24                               | El Salvador       | C     | 3  | 0   | 0   | 3   | 1  | 13 | −12 | 0   |

## Statistieken

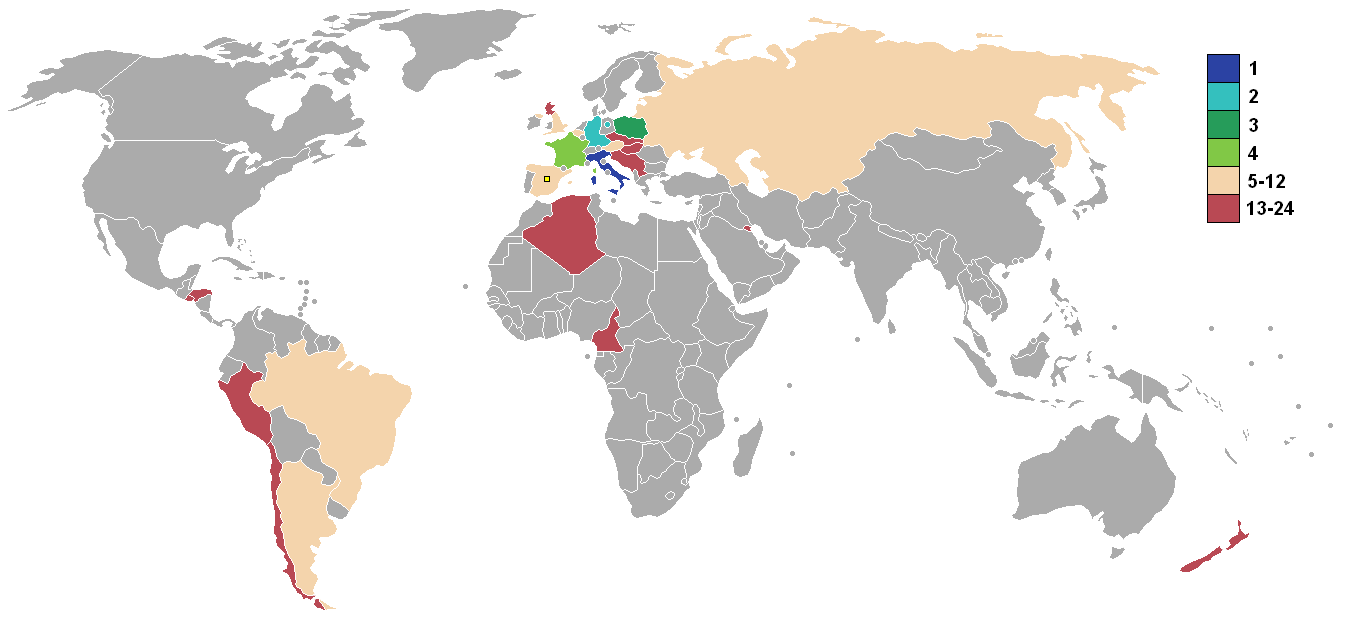
Deelnemende landen
Kampioen
Nummer 2
Nummer 3
Nummer 4
Tweede ronde
Eerste groepsfase

| Aantal wedstrijden               | 52        |
| Totaal aantal doelpunten         | 144       |
| Eigen doelpunten                 | 1         |
| Aantal rode kaarten              | 5         |
| Aantal gele kaarten              | 98        |
| Doelpuntgemiddelde per wedstrijd | 2,77      |
| Toeschouwerstotaal               | 1.856.277 |
| Toeschouwersgemiddelde           | 35.698    |

## Doelpuntenmakers
6 doelpunten
- Paolo Rossi

5 doelpunten
- Karl-Heinz Rummenigge

4 doelpunten
- Zico
- Zbigniew Boniek

3 doelpunten
- Falcão
- Alain Giresse
- László Kiss
- Gerry Armstrong

2 doelpunten
- Salah Assad
- Daniel Bertoni
- Diego Maradona
- Daniel Passarella
- Walter Schachner
- Éder
- Serginho
- Sócrates
- Antonín Panenka
- Trevor Francis
- Bryan Robson
- Bernard Genghini
- Michel Platini
- Dominique Rocheteau
- Didier Six
- László Fazekas
- Tibor Nyilasi
- Gábor Pölöskei
- Marco Tardelli
- Billy Hamilton
- John Wark
- Klaus Fischer
- Pierre Littbarski

1 doelpunt
- Lakhdar Belloumi
- Tedj Bensaoula
- Rabah Madjer
- Osvaldo Ardiles
- Ramón Díaz
- Reinhold Hintermaier
- Hans Krankl
- Bruno Pezzey
- Ludo Coeck
- Alex Czerniatynski
- Erwin Vandenbergh
- Júnior
- Oscar
- Grégoire M'Bida
- Juan Carlos Letelier
- Gustavo Moscoso
- Miguel Ángel Neira
- Luis Ramírez Zapata
- Paul Mariner
- Maxime Bossis
- Alain Couriol
- René Girard
- Gérard Soler
- Marius Trésor
- Eduardo Laing
- Héctor Zelaya
- Lázár Szentes
- József Tóth
- József Varga
- Alessandro Altobelli
- Antonio Cabrini
- Bruno Conti
- Francesco Graziani
- Abdullah Al-Buloushi
- Faisal Al-Dakhil
- Steve Sumner
- Steve Wooddin
- Rubén Toribio Díaz
- Guillermo La Rosa
- Andrzej Buncol
- Włodzimierz Ciołek
- Janusz Kupcewicz
- Grzegorz Lato
- Stefan Majewski
- Włodzimierz Smolarek
- Andrzej Szarmach
- Steve Archibald
- Kenny Dalglish
- Joe Jordan
- David Narey
- John Robertson
- Graeme Souness
- Andrej Bal
- Sergei Baltatsja
- Oleh Blochin
- Aleksandr Tsjivadze
- Joeri Gavrilov
- Choren Oganesjan
- Ramaz Sjengelija
- Juanito
- Roberto López Ufarte
- Enrique Saura
- Jesús María Zamora
- Paul Breitner
- Horst Hrubesch
- Uwe Reinders
- Ivan Gudelj
- Vladimir Petrović

eigen doelpunten
- Jozef Barmoš (tegen  Engeland)

## WK 1982 in beeld

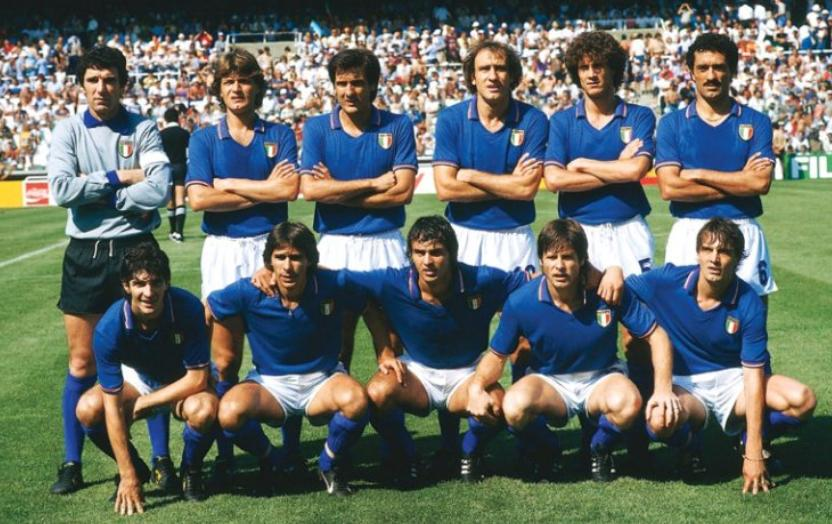
Italië
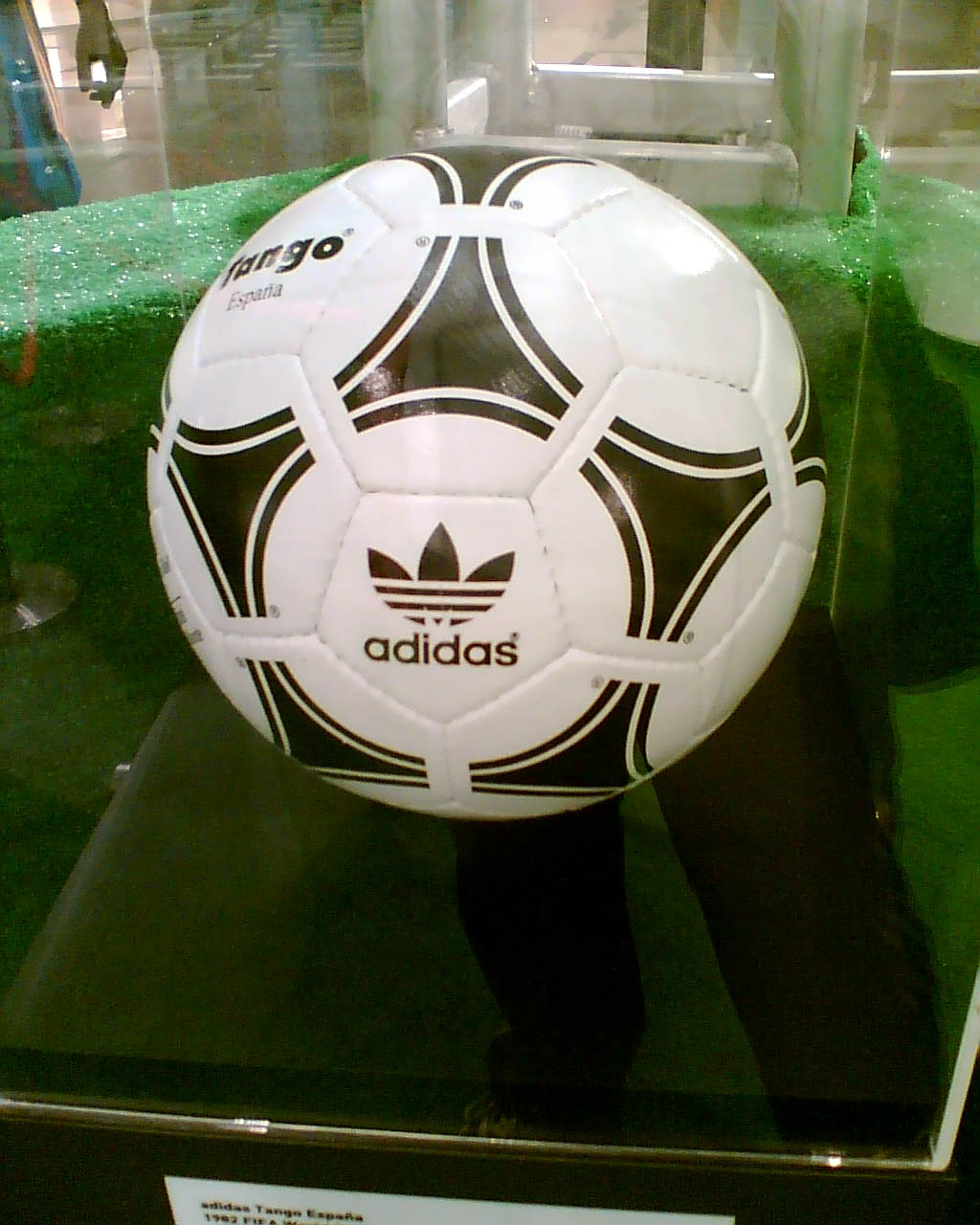
De bal

## Film
Van dit WK is een officiële film gemaakt onder de titel G'olé; de filmmuziek was van Rick Wakeman.
Santiago Bernabeu (Madrid) · Vicente Calderón (Madrid) · Camp Nou (Barcelona) · Sarrià (Barcelona) · Balaídos (Vigo) · Riazor (A Coruña) · El Molinón (Gijón) · Carlos Tartiere (Oviedo) · Nuevo (Elche) · José Rico Pérez (Alicante) · San Mamés (Bilbao) · José Zorrilla (Valladolid) · Luis Casanova (Valencia) · La Romareda (Zaragoza) · Ramón Sánchez Pizjuán (Sevilla) · Benito Villamarín (Sevilla) ·  La Rosaleda (Málaga)